# Bihore
Bihore este o companie producătoare de încălțăminte din Oradea.
A fost înființată în anul 1995 de două familii de italieni cu aproape 100 de ani de experiență în domeniu.
Compania deține două fabrici cu o producție anuală de 1,1 milioane de perechi de pantofi
și este una dintre cele mai mari companii din industria de profil din România.
Număr de angajați în 2013: 750 
Cifra de afaceri în 2013: 22 milioane euro 